# 蘇瓦雷卡

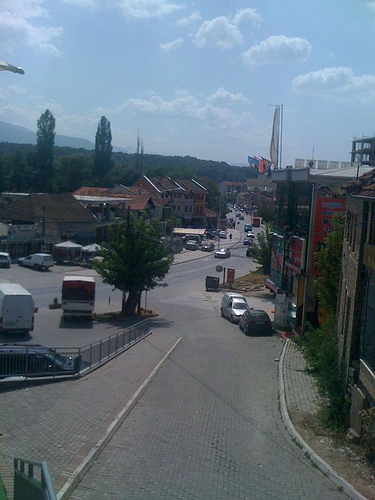
街道景觀

蘇瓦雷卡（羅馬化：Suva Reka），是科索沃普里茲倫區苏瓦雷卡市镇内的城鎮及行政中心，位於該國南部。2011年人口普查时城镇人口数量为10,422人，而整个市镇的人口数量则为59,722人。